# Roland Mazurek
Roland Mazurek (ur. 11 października 1922, zm. 21 lutego 2015) – polski działacz państwowy i prawnik, uczestnik II wojny światowej, prezes Urzędu Rezerw Państwowych (1968–1972), podsekretarz stanu w Urzędzie Gospodarki Materiałowej (1976–1985).

## Życiorys
Podczas wojny obronnej w 1939 ochotnik w 44 Pułku Piechoty. Później uczestniczył wraz z 1 Armią Wojska Polskiego w walkach o Warszawę i Berlin, zdobywając rangę kapitana ludowego Wojska Polskiego. Po wojnie ukończył studia prawnicze na Uniwersytecie Warszawskim. Pracował w Urzędzie Rezerw Państwowych, gdzie był dyrektorem generalnym (listopad 1963–kwiecień 1968), p.o. prezesa (sierpień–kwiecień 1968) i ostatnim prezesem (sierpień 1968–kwiecień 1972). W latach 1972–1976 wiceprezes Państwowej Rady Gospodarki Materiałowej, od kwietnia 1976 do listopada 1985 podsekretarz stanu w Urzędzie Gospodarki Materiałowej. Po jego likwidacji był wiceministrem w Ministerstwie Gospodarki Materiałowej i Paliwowej.
2 marca 2015 pochowany na Cmentarzu Wojskowym na Powązkach.

## Odznaczenia
Odznaczony m.in. Krzyżami Kawalerskim, Oficerskim i Komandorskim Orderu Odrodzenia Polski oraz Medalem 10-lecia Polski Ludowej, a także medalami wojskowymi: Złotym Medalem „Za zasługi dla obronności kraju” (1976) oraz Odznaką Czynu Zbrojnego I Armii Wojska Polskiego (przyznawaną przez Związek Kombatantów Rzeczypospolitej Polskiej i Byłych Więźniów Politycznych).